# Capa de Carlos V

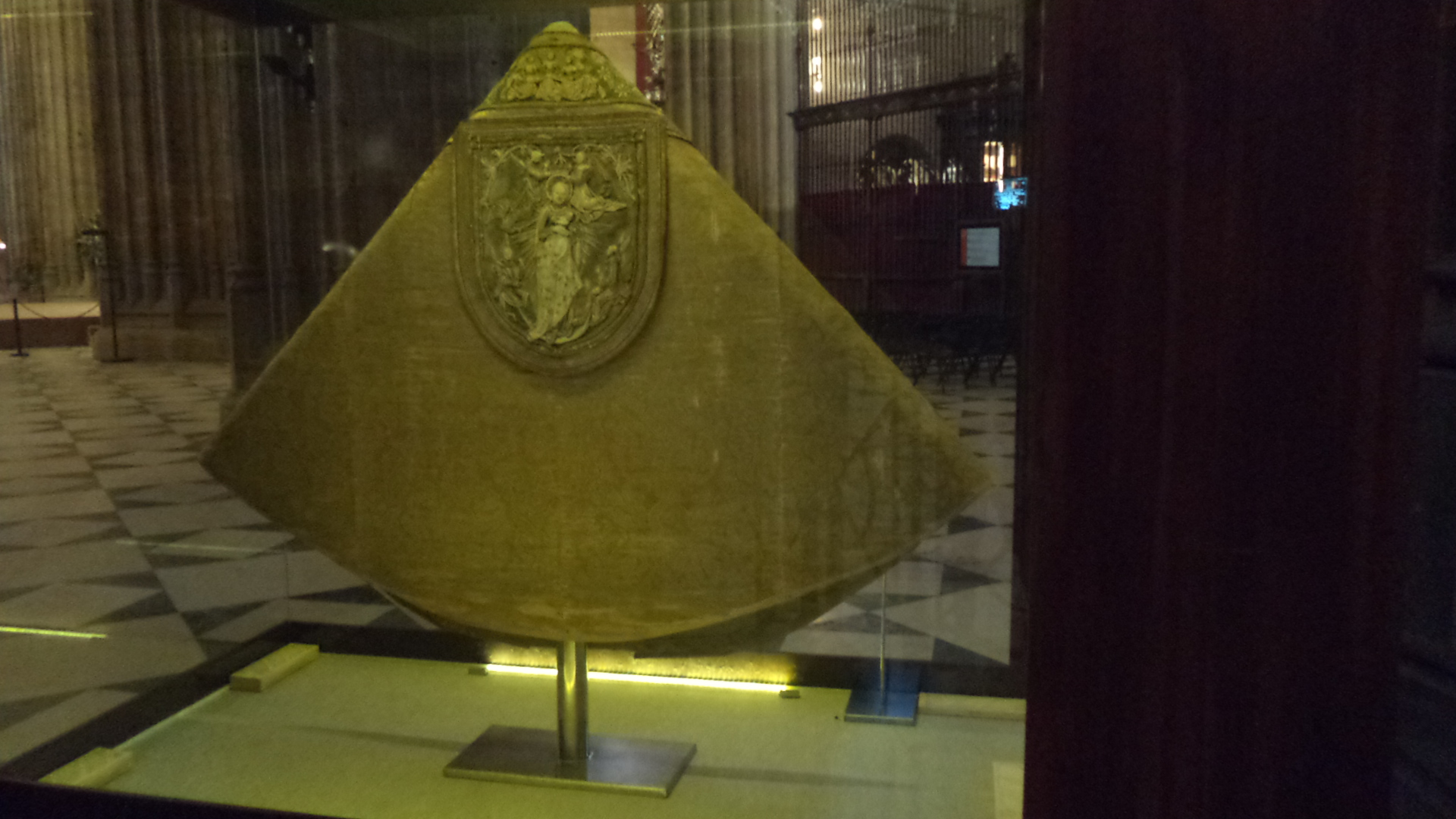
Parte trasera de la capa.

La capa pluvial de Carlos V es una prenda del siglo XVI que lució Carlos I de España. Probablemente fue la que llevó puesta en su coronación en Aquisgrán el 23 de octubre de 1520. Fue donada por el emperador Carlos V a la Orden de Santiago tras su boda con Isabel de Portugal en los Reales Alcázares de Sevilla en 1526 y se conservó en un armario de la Iglesia de Santiago de Sevilla. 

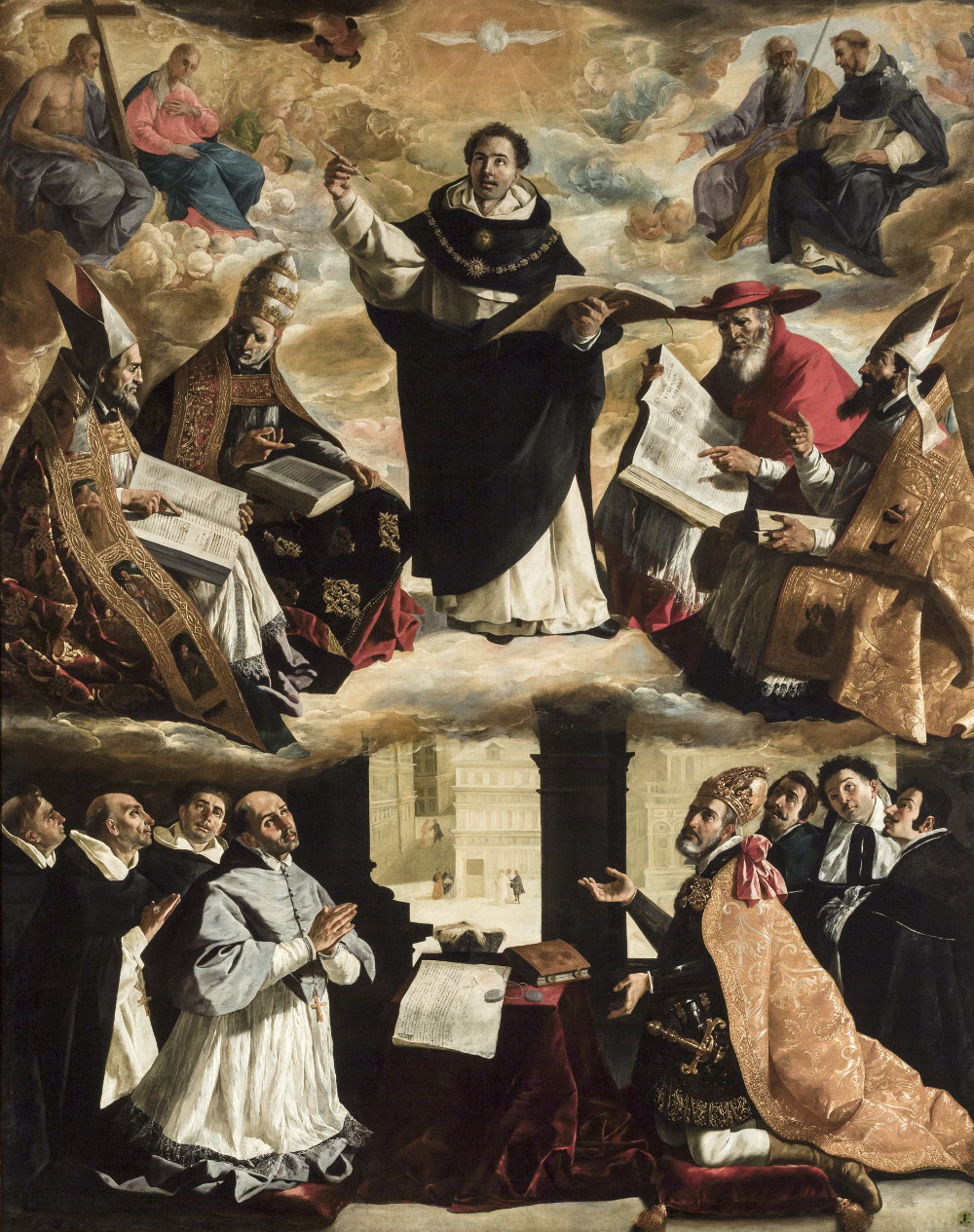
Obra El triunfo de santo Tomás Aquino. Francisco de Zurbarán, 1631. Museo de Bellas Artes de Sevilla. Carlos I aparece a la derecha del santo con una capa de color pardo.

Tras una restauración de dos años a cargo del Instituto Andaluz del Patrimonio Histórico, y con un coste 32 000 euros, se colocó en 2008 para su exposición permanente en la catedral de Sevilla.